# 17768 Tigerlily
17768 Tigerlily è un asteroide della fascia principale. Scoperto nel 1998, presenta un'orbita caratterizzata da un semiasse maggiore pari a 2,9952169 UA e da un'eccentricità di 0,0853362, inclinata di 8,86239° rispetto all'eclittica.